# 가브리에우 엔히키 지 소자 지 올리베이라
가브리에우 엔히키 지 소자 지 올리베이라(포르투갈어: Gabriel Henrique de Souza de Oliveira, 2001년 10월 13일~)는 브라질의 축구 선수로, 포지션은 공격수이다. 현재 K리그1의 광주 FC 소속이다. K리그 등록명은 가브리엘이다.

## 구단 경력
2021 시즌을 앞두고 보타포구 FR의 성인팀으로 승격되면서 커리어를 시작했다.
2023년 1월, 포르투갈 3부리그의 CF 카넬라스 2010에 입단했다.
2024 시즌을 앞두고 K리그1의 광주 FC에 입단했다. 2024년 3월 2일에 치러진 FC 서울과의 개막전에서 K리그 데뷔골을 기록했다.